# Джек Еванс
Джек Еванс (англ. Jack Evans, нар. 21 квітня 1928, Гарнант — пом. 10 листопада 1996, Манчестер) — канадський хокеїст, що грав на позиції захисника. Згодом — хокейний тренер.

## Ігрова кар'єра
Професійну хокейну кар'єру розпочав 1946 року.
Протягом професійної клубної ігрової кар'єри, що тривала 27 років, захищав кольори команд «Нью-Йорк Рейнджерс» та «Чикаго Блек Гокс».

## Тренерська робота
1975 року розпочав тренерську роботу в НХЛ. Працював з командами «Каліфорнія Голден-Сілс», «Клівленд Баронс», «Гартфорд Вейлерс».

## Нагороди та досягнення
- Володар Кубка Стенлі в складі «Чикаго Блекгокс» — 1961.

## Тренерська статистика
| Команда                  | Сезон   | Регулярний сезон | Регулярний сезон | Регулярний сезон | Регулярний сезон | Регулярний сезон | Регулярний сезон | Плей-оф              |
| Команда                  | Сезон   | І                | В                | П                | Н                | Pts              | Результат        | Результат            |
| ------------------------ | ------- | ---------------- | ---------------- | ---------------- | ---------------- | ---------------- | ---------------- | -------------------- |
| «Каліфорнія Голден-Сілс» | 1975-76 | 80               | 27               | 42               | 11               | 65               | 4-е у ДА         | не вийшли у плей-оф  |
| «Клівленд Баронс»        | 1976-77 | 80               | 25               | 42               | 13               | 63               | 4-е у ДА         | не вийшли у плей-оф  |
| «Клівленд Баронс»        | 1977-78 | 80               | 22               | 45               | 13               | 57               | 4-е у ДА         | не вийшли у плей-оф  |
| «Гартфорд Вейлерс»       | 1983-84 | 80               | 28               | 42               | 10               | 66               | 5-е у ДА         | не вийшли у плей-оф  |
| «Гартфорд Вейлерс»       | 1984-85 | 80               | 30               | 41               | 9                | 69               | 4-е у ДА         | не вийшли у плей-оф  |
| «Гартфорд Вейлерс»       | 1985-86 | 80               | 40               | 36               | 4                | 84               | 4-е у ДА         | Програш у 2-у раунді |
| «Гартфорд Вейлерс»       | 1986-87 | 80               | 43               | 30               | 7                | 93               | 1-е у ДА         | Програш у 1-у раунді |
| «Гартфорд Вейлерс»       | 1987-88 | 54               | 22               | 25               | 7                | (77)             | 4-е у ДА         | звільнений           |
| Усього                   | Усього  | 614              | 237              | 303              | 74               |                  |                  |                      |